# زلو (بازیکن فوتبال)
زلو (انگلیسی: Zelu؛ زادهٔ ۲۱ ژانویهٔ ۱۹۹۶) بازیکن فوتبال است.